# Matilo

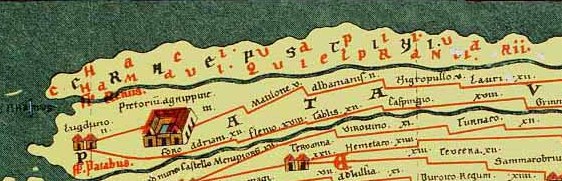
Matilone/Matiloen la Tabula Peuntingeriana, entre las localidades de Albaniana y Praetorium Agrippinae.

Matilo o Matilone (Leiden-Roomburg, Países Bajos) fue un castellum romano del limes Germanicus del Rin en la provincia romana de Germania Inferior, edificado para contener una cohorte de infantería auxiliar del ejército romano. A partir de 1575, este yacimiento fue nombrado equivocadamente como Lugdunum al pretender que el nombre de Leyden derivaba de ese otro latino, cuando en realidad deriva del cercano río Leede.

## Historia

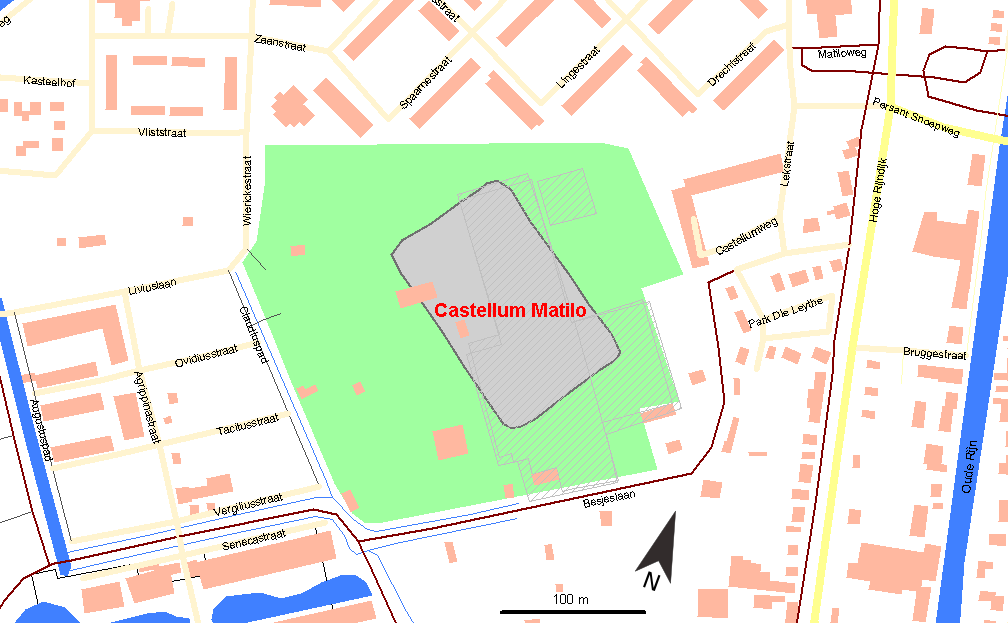
Localización de los restos del ‘’castellum Matilo’’ en la actual Leyden

Matilo era un fuerte del ejército romano del bajo Rin atestiguado en la Tabula Peutingeriana entre Albaniana (Alphen aan den Rijn, Países Bajos) y Praetorium Agrippinae (Valkenburg, Países Bajos). Fue edificado al mismo tiempo que el canal conocido como Fossa Corbulonis, que llegaba hasta la localidad de Forum Hadriani (Voorburg, Países Bajos), capital del pueblo germano de los cananefates, que en la Antigüedad habitaban la desembocadura del Rin.
El primer fuerte, pues, fue construido en madera y tierra durante la excavación del citado canal a partir de 47 por orden del general romano Corbulón. El canal fue identificado y excavado a partir de 1912, encontrando, además, los restos de un barco fluvial romano. Este primer castellum, como todo el dispositivo defensivo romano del Bajo Rin, fue destruido durante la rebelión de los bátavos de 69-70. Inmediatamente después fue reconstruido y fue monumentalizado hacia mediados del siglo II. Además de servir de guarnición a una unidad de infantería auxiliar, fue utilizado como armamentaria o arsenal para las unidades militares romanas del bajo Rin, siendo reconstruido en 196 bajo Septimio Severo.
A lo largo del siglo III, el nivel del mar ascendió progresivamente, convirtiendo los alrededores de ‘’Matilo’’ en una zona pantanosa, lo que obligó a reedificarlo en piedra hacia 242. Fue abandonado en 275, cuando la presión de las tribus germanas destruyó todo el dispositivo defensivo romano del Bajo Rin y no fue reocupado en el Bajo Imperio.

## Las excavaciones arqueológicas

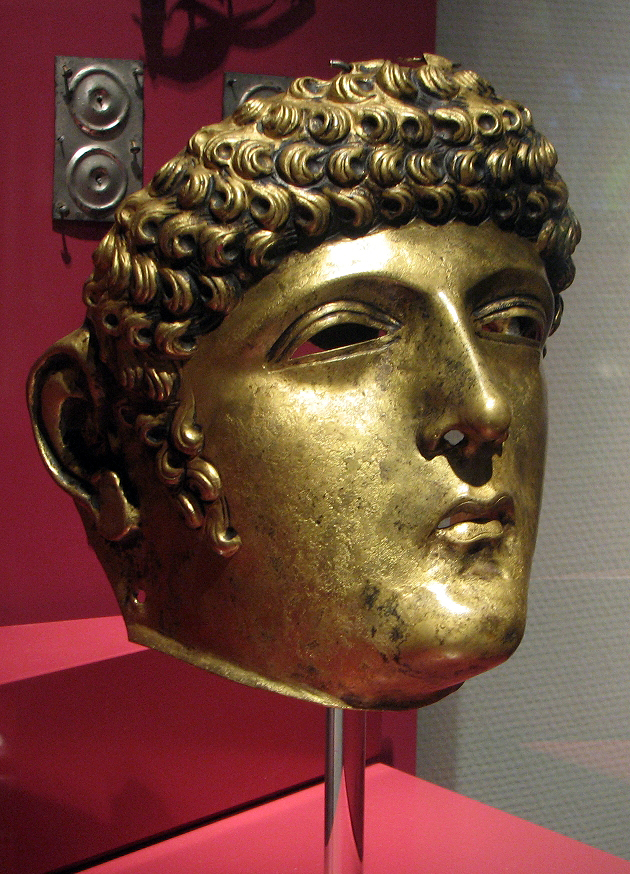
Yelmo de parada de caballería romana encontrado en Matilo

Los restos romanos se conocen desde el siglo XVI. En 1508 fueron descubiertos en un convento de Roomburg algunos restos de las murallas externas, varias inscripciones, dos leones y una estatua de Minerva de bronce, que fueron ofrecidas al emperador Maximiliano I de Habsburgo, terra sigillata, y tegulae con figlinae de unidades militares romanas.
Las excavaciones arqueológicas comenzaron en 1912 y en 1927 fue descuierta la fossa Corbulonis. En los años 60, nuevas excavaciones, documentaron el castellum de una cohorte de infantería romana de 82 x 100 m (0,82 ha), con un praetorium o cuartel general de 32 x 32 m, datado en el siglo II. Una inscripción de 196 recuerda la reconstrucción de su arsenal bajo Septimio Severo.
Las unidades atestiguadas en las inscripciones encontradas en Matilo indica que fue ocupado por la Cohors I Lucensium Hispanorum Pia Felix bajo Trajano y, sobre todo, por la Cohors XV voluntarium pia civium Romanorum. Así mismo, se atestigua la presencia del numerus exploratorum Batavorum.
Las excavaciones de 1994 documentaron una necrópolis asociada al vicus civil anexo a este campamento. En 1999, fueron identificados dos nuevos fragmentos de las murallas exteriores En 1996, se encontró un yelmo de parada en forma de máscara de bronce de la antigua caballería romana, utilizada para paradas militares, lo que abunda en la condición de arsenal del lugar; el yelmo se fecha en época del emperador Adriano. En 2006, se excavó sistemáticamente una parte del limes en torno al campamento.
El 18 de febrero de 2010, la ciudad de Leyden aprobó la construcción de un parque arqueológico para preservar los restos de Matilo.

## Bibliografía

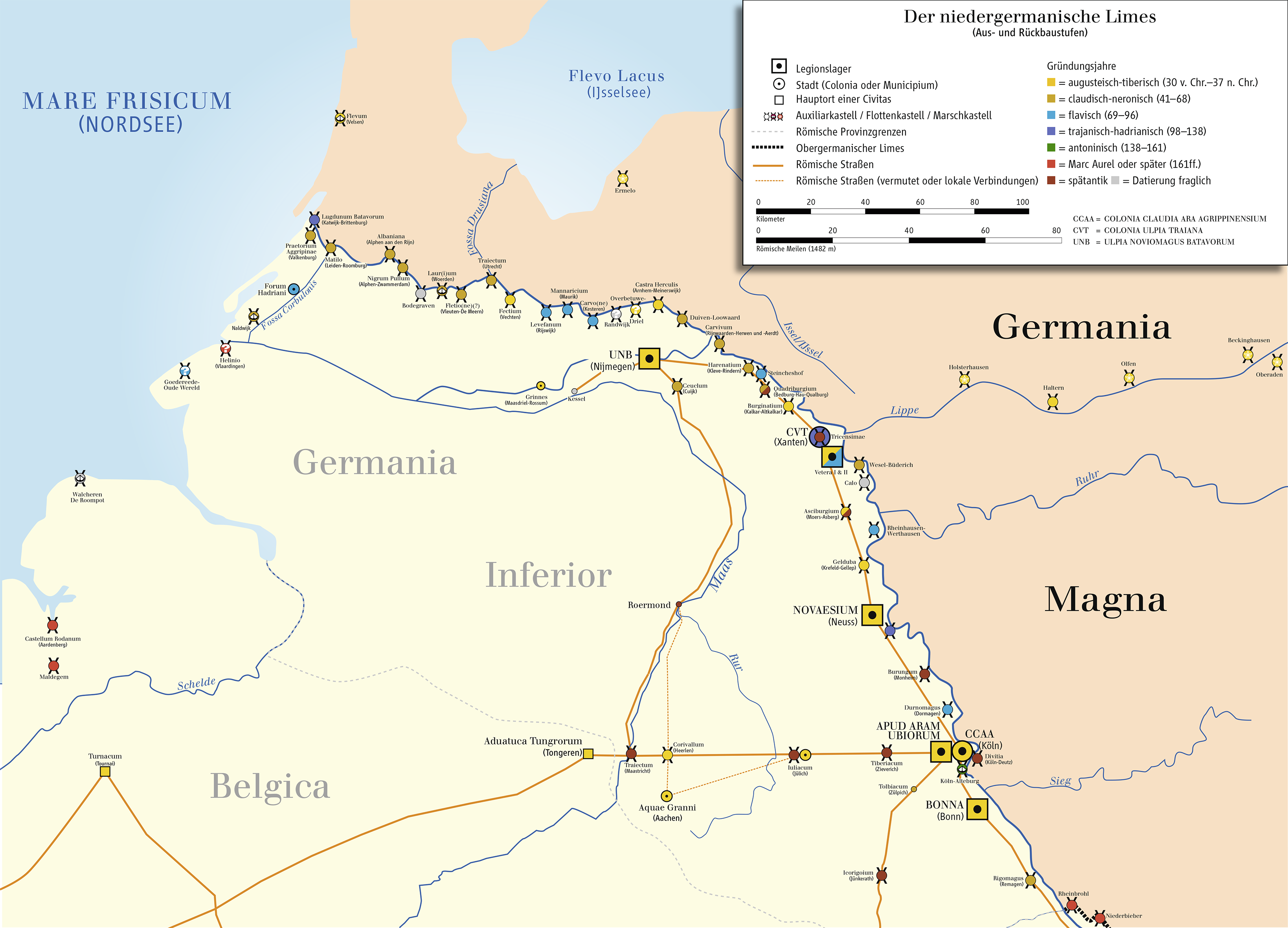
El Limes Germanicus en Germania Inferior: Campamentos, ciudades y vías de comunicación.